# Bokförlaget de Rode Kamer
Bokförlaget de Rode Kamer är ett nederländskt bokförlag med huvudsaklig inriktning på svensk litteratur. Förlaget har bland annat gett ut Gellert Tamas, Vladimir Oravsky, Mikael Timm, Carl-Henning Wijkmark och Agnetha Fältskog.